# Hoya gigas
Hoya gigas är en oleanderväxtart som beskrevs av Rudolf Schlechter. Hoya gigas ingår i släktet Hoya och familjen oleanderväxter. Inga underarter finns listade i Catalogue of Life.